# Вулиця Миколи Смоленчука
Вулиця Миколи Смоленчука — одна з вулиць у місті Кропивницькому.
Вулиця Миколи Смоленчука пролягає від вулиці Пашутінської до вулиці Кропивницького. 
Перетинають вулиці Тарковського, Михайлівська, Архангельська, Карабінерна, Кропивницького.